# Torneo Conde de Godó 2010

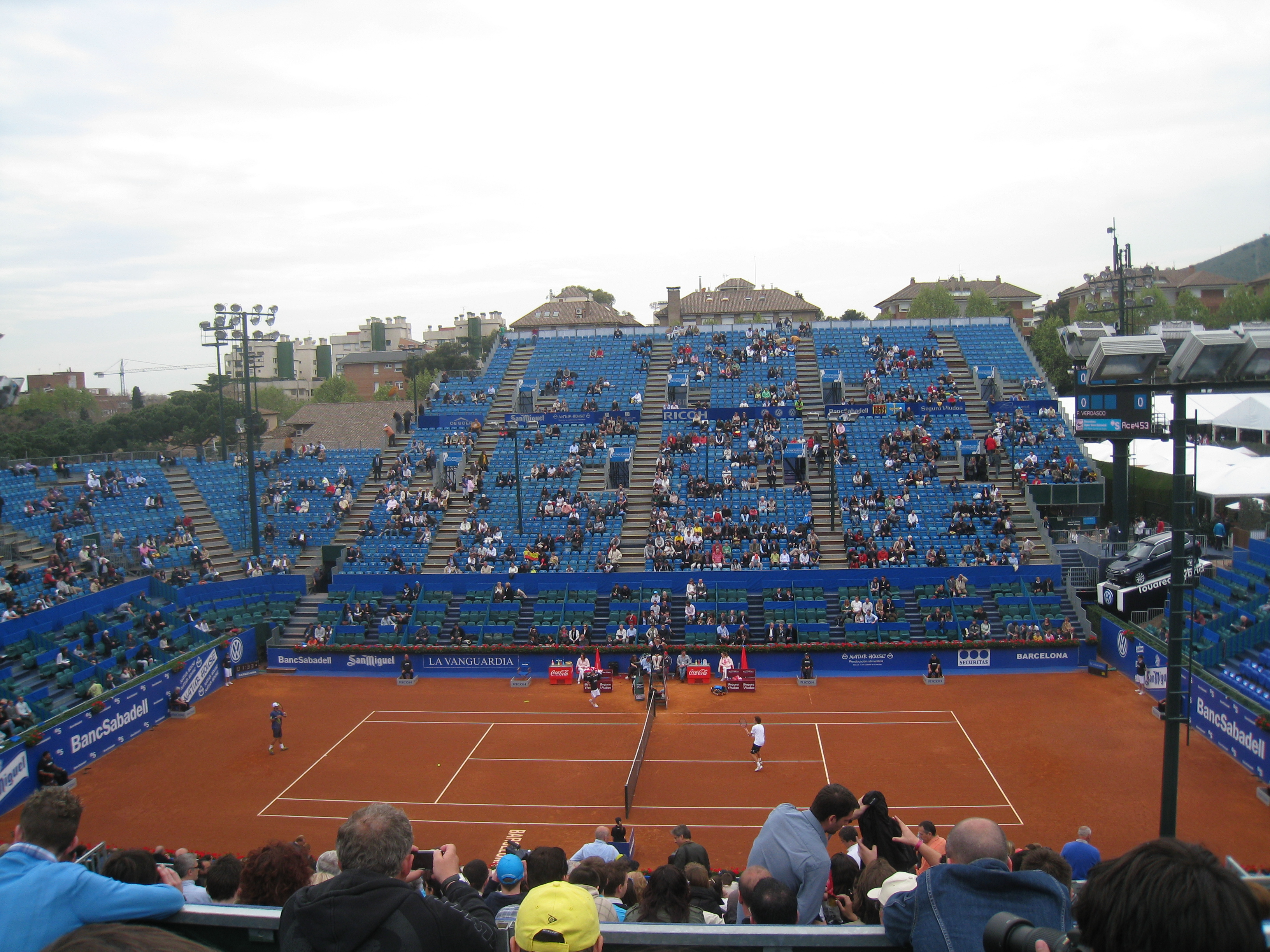
Vista de la pista central (2010)

El Barcelona Open Banco Sabadell (Torneo de Barcelona) es un evento de tenis perteneciente al ATP World Tour en la serie 500, se juega entre el 19 al 25 de abril en Barcelona, España.
El campeón defensor era el local Rafael Nadal, el cual estaba inscrito en el torneo pero no pudo jugarlo por cansancio.

## Campeones
- Individuales masculinos:  Fernando Verdasco derrota a   Robin Soderling 6–3, 4–6, 6–3.

- Dobles masculinos:  Daniel Nestor/  Nenad Zimonjić derrotan a   Lleyton Hewitt/  Mark Knowles 4–6, 6–3, 10-5.